# Сольноки Олай
«Сольноки Олай» (венг. Szolnoki Olaj KK) — венгерский баскетбольный клуб из города Сольнок, выступающий в чемпионате Венгрии. Многократный чемпион Венгрии и обладатель кубка страны.
В сезоне 1991/1992 выступал в Европейской лиге ФИБА, а в сезоне 2010/11 принимал участие в кубке Вызова ФИБА.

## Достижения
- Чемпионат Венгрии:
  - Чемпион (8): 1990/91, 2006/07, 2010/11, 2011/12, 2013/14, 2014/15, 2015/16, 2017/18
- Кубок Венгрии:
  - Победитель (7): 2002, 2007, 2011, 2012, 2014, 2015, 2018

## Сезоны
| Сезон   | Лига       | Уровень | Рег. Чемп. | Плей-офф | Регион        | Еврокубки               |
| ------- | ---------- | ------- | ---------- | -------- | ------------- | ----------------------- |
| 2013-14 | Дивизион А | 1       | 1          | Чемпион  | 12-е место АЛ | 4-е место Еврочелленджа |
| 2014-15 | Дивизион А | 1       | 1          | Чемпион  | 7-е место АЛ  | Гр.этап Еврокубка       |
| 2015-16 | Дивизион А | 1       | -          | -        | -             | Ласт 32 Еврокубка       |